# Damernas 63 kg i tyngdlyftning vid olympiska sommarspelen 2012
Damernas tyngdlyftning i 63-kilosklassen vid olympiska sommarspelen 2012 hölls den 3 juli, den fjärde tävlingsdagen efter invigningen, i London, Storbritannien, i ExCeL London.

## Medaljörer
| Gren  | Guld                    | Silver                 | Brons             |
| 63 kg | Christine Girard Kanada | Milka Maneva Bulgarien | Luz Acosta Mexiko |